# Balthasar Schneider
Pour les articles homonymes, voir Schneider.
Balthasar Schneider, né le 27 novembre 1984 à Egg, est un sauteur à ski autrichien. 

## Biographie
Son frère Sepp Schneider est coureur du combiné nordique. 
Chez les juniors, il est plusieurs fois décoré, obtenant deux médailles d'argent par équipes aux Championnats du monde junior 2001 et 2002 et une autre médaille d'argent par équipes au Festival olympique de la jeunesse européenne en 2001.
Membre du club de ski d'Egg, Balthasar Schneider fait ses débuts dans l'élite mondiale lors de la saison 2001-2002, prenant notamment part à la Tournée des quatre tremplins. Il récolte son premier succès dans un concours de Coupe continentale au Mont Zaō en fin de saison. En 2002-2003, il marque ses premiers points dans la Coupe du monde à Innsbruck (14e), mais concourt essentiellement en Coupe continentale continentale. En 2004, le schéma se répète avec une treizième place en Coupe du monde à Kuusamo et une deuxième place au classement général de la Coupe continentale. En 2005, il gagne de nouveau dans la Coupe continentale avec trois concours à son nom et une nouvelle deuxième place au classement final.
En 2007, après avoir sécurisé le gain du classement général de la Coupe continentale deux points devant Morten Solem, il améliore son meilleur résultat dans la Coupe du monde d'une place avec le 12e rang à Oslo. Il établit son meilleur classement mondial avec le 43e rang à l'issue de cet hiver.
Ses résultats commencent à se dégrader en 2008, où il est auteur de ses derniers podiums dans la Coupe continentale.
Il prend sa retraite sportive en 2012 pour aider la carrière de son frère Sepp.

## Palmarès

### Championnats du monde junior
| Épreuve / Édition | Karpacz-Szklarska 2001 | Schonach 2002 |
| Individuel        |                        | 19e           |
| Par équipes       | Argent                 | Argent        |

### Coupe du monde
- Meilleur classement général : 43e en 2007.
- Meilleur résultat individuel : 12e.

#### Classements généraux annuels
| Année | Rang |
| 2003  | 57e  |
| 2004  | 57e  |
| 2005  | 52e  |
| 2006  | 68e  |
| 2007  | 43e  |
| 2008  | 66e  |

### Coupe continentale
- Vainqueur du classement général en 2007.
- Deuxième du classement général en 2004 et 2005.
- 6 victoires.